# Bohoslovka, Pervomaisk
Bohoslovka (în ucraineană Богословка) este un sat în comuna Sofiivka din raionul Pervomaisk, regiunea Mîkolaiiv, Ucraina.

## Demografie
Componența lingvistică a localității Bohoslovka
     Ucraineană (96,76%)
     Rusă (3,24%)
Conform recensământului din 2001, majoritatea populației localității Bohoslovka era vorbitoare de ucraineană (96,76%), existând în minoritate și vorbitori de rusă (3,24%).